# Fédération des Bermudes de football
La Fédération des Bermudes de football (The Bermuda Football Association (en) BFA) est une association regroupant les clubs de football des Bermudes et organisant les compétitions nationales et les matchs internationaux de la sélection des Bermudes.
La fédération nationale des Bermudes est fondée en 1928. Elle est affiliée à la FIFA depuis 1962 et est membre de la CONCACAF depuis 1962 également.